# Tanaina
Tanaina /=People/ (Knaiakhotana, Tnaina, Kenai, Kenaitze, Denaina).- pleme američkih Indijanaca iz grupe Khotana, porodica Athapaskan, jedino nastanjeno u Aljaski na obali oceana. Sami sebe zovu Knaiakhotana ili “People of the Kenai Peninsula”. Prema Osgood-u (1936.) Tanaine su se sastojali od više lokalnih grupa, to su: 1. na Lower Inlet (Seldovia i Kachemak Bay); na Middle Inlet (na jezerima Tustamena, Skilak, Kenai i susjednoj obali); Susitns (na Susitna Riveru); Tyonek (zapadna obala Cook Inleta); Iliamna (sjeverna obala istoimenog jezera; i Clark Lake (oko jezera Clark). 
Cook Inlet dobiva ime po kapetanu Cooku, no domoroce koje je tada (1778) sreo bili su Eskimi. Godine 1784. ovdje dolaze Rusi s Aleutima, poznatim lovcima, i počinju istraživati Cook Inlet. Značajniji datum u povijesti Tanaina je 1915. godina kada se počinju baviti komercijalnim ribolovom. 
Mooney (1928) drži da ih je 1740. bilo 1,200. Godine 1818. izbrojano ih je 1,741 na Cook Inletu. NAHDB smatra da je rana populacija (1700) bila 4,500 Tanaina. Kasnije im broj iznosi: 1,500 (1800); 937 ((1860); 900 (1900); 531 (1970) i 800 (2000). 

## Sela
Chinila, Chuitna, Eklutna, Iliamna, Kasilof, Kasnatchin, Kenai, Kilchik, Knakatnuk, Knik, Kultuk, Kustatan, Nikhkak, Nikishka, Ninilchik, Nitak, Skilak, Skittok, Susitna, Titukilsk, Tyonek i Zdluiat.

## Kultura
Tanaina Indijanci žive od ribolova (losos i druga riba), koja se suši u posebnim sušarama, te lova zbog mesa i kože, na medvjede, planinske ovce i koze, losove i karibue. Zimske nastambe su polupodzemne, dok ljeti stanuju u kolibama.  Glavno transportno sredstvo su kožom prekriveni eskimski čamci kayak i umiak, dok se zimi kopnom kreću pomoću krplji ili toboggan-saonica.
Tanaine se sastoje od nekoliko plemena, podijeljenih na ergzogamne polovice, koje se satoje od klanova. Društvo se sastoji od dvije klase, puka i plemića. Poznaju i potlatch, vjerojatno posuđen od Tlingita. Po vjeri su šamanisti 

## Vanjske poveznice
- Tanaina
- Dena'ina Language  Arhivirana inačica izvorne stranice od 13. svibnja 2006. (Wayback Machine)
- Kenai History  Arhivirana inačica izvorne stranice od 2. siječnja 2006. (Wayback Machine)